# Sjisja
Sjisja (ryska: Шиша) är ett vattendrag i Belarus.   Det ligger i voblasten Vitsebsks voblast, i den nordöstra delen av landet, 270 km nordost om huvudstaden Minsk. Sjisja ligger vid sjön Ozero Sosno.
I omgivningarna runt Sjisja växer i huvudsak blandskog. Runt Sjisja är det glesbefolkat, med 10 invånare per kvadratkilometer.